# Droga wojewódzka nr 886
Droga wojewódzka nr 886 (DW886) – droga wojewódzka w województwie podkarpackim, łącząca drogi krajowe nr 19 w Domaradzu i nr 28 w Zabłotcach przy granicy Sanoka. Długość drogi wynosi 34,5 km. Droga skraca przejazd z centralnej części województwa podkarpackiego w Bieszczady.

## Miejscowości leżące przy trasie DW886
- Domaradz (DK19, DW884)
- Blizne
- Stara Wieś
- Brzozów (DW887) – obwodnica
- Humniska
- Grabownica Starzeńska (DW835)
- Pakoszówka
- Jurowce
- Czerteż
- Zabłotce (DK28, DK84)